# Cristina Luca Boico
Cristina Boico (8 august 1916, Botoșani -16 aprilie 2002, Paris), numită Boico-Luca sau Luca Boicu potrivit unor surse, născută Bianca Marcusohn; n. 8 august 1916, Botoșani, România – d. 15 aprilie 2002, Paris, Île-de-France, Franța, a fost o militantă comunistă română. După ce a plecat în exil în Franța, s-a alăturat rezistenței franceze și a lucrat în serviciul de informații. La sfârșitul războiului, s-a întors în România și a lucrat ca director al Ministerului Educației și alte numeroase posturi guvernamentale, până când a fost curățată în 1952. A lucrat ca redactor la Editura Științifică, apoi a predat la Universitatea Politehnica din București. În 1987, a părăsit România să-și viziteze copiii la Paris, refuzând să se întoarcă. Pentru restul vieții ei, a ținut prelegeri și a publicat memorii despre evoluția comunismului. 

## Biografie
Născută într-o familie burgheză de evrei, a plecat în exil în Franța în 1937, după excluderea de la Facultatea de Medicină din București. 
Sub pseudonimul Monique, are un rol activ în rezistența internă franceză, chiar de la începutul Ocupației. Din septembrie 1943, este responsabilă de serviciul parizian de informații al FTP-MOI⁠(fr)[traduceți]. 
La sfârșitul celui de-al Doilea Război Mondial, s-a întors în România, terminând cu viața de la Paris.
Devine soția unui general de Securitate, Mihail Boico, și mătușa politologului român Vladimir Tismăneanu.

## Moartea și moștenirea
Boico a murit la 17 august 2002, la Paris. În 2014, a fost lansat un serial francez, Rezistența, în legătură cu tinerii implicați în rezistența franceză în timpul războiului. Unul dintre personajele din serie s-a bazat pe experiențele lui Boico și a fost interpretat de actrița română Cristina Flutur.